# Північно-Кавказька залізниця

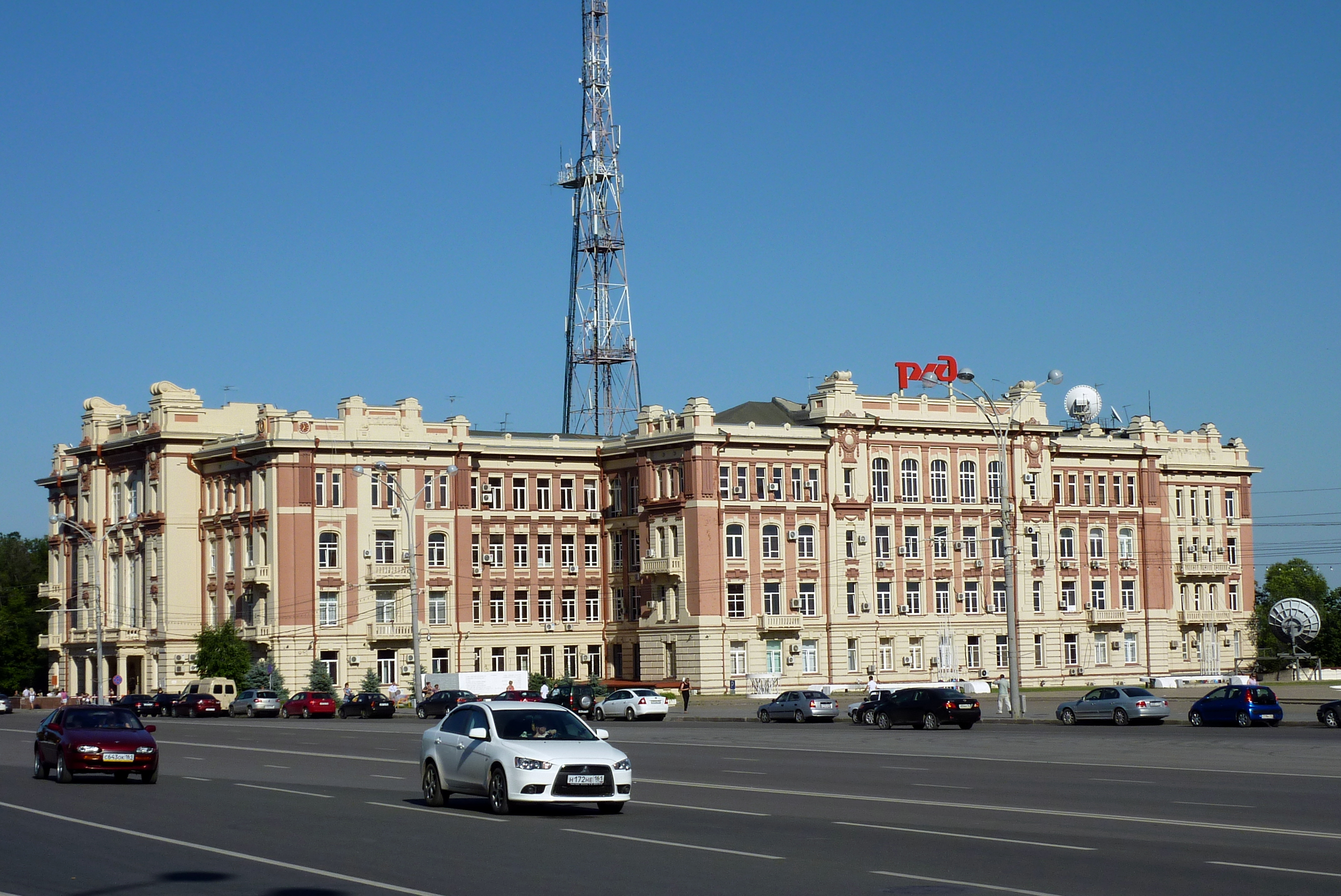
Головне управління Північно-Кавказької залізниці у Ростові-на-Дону

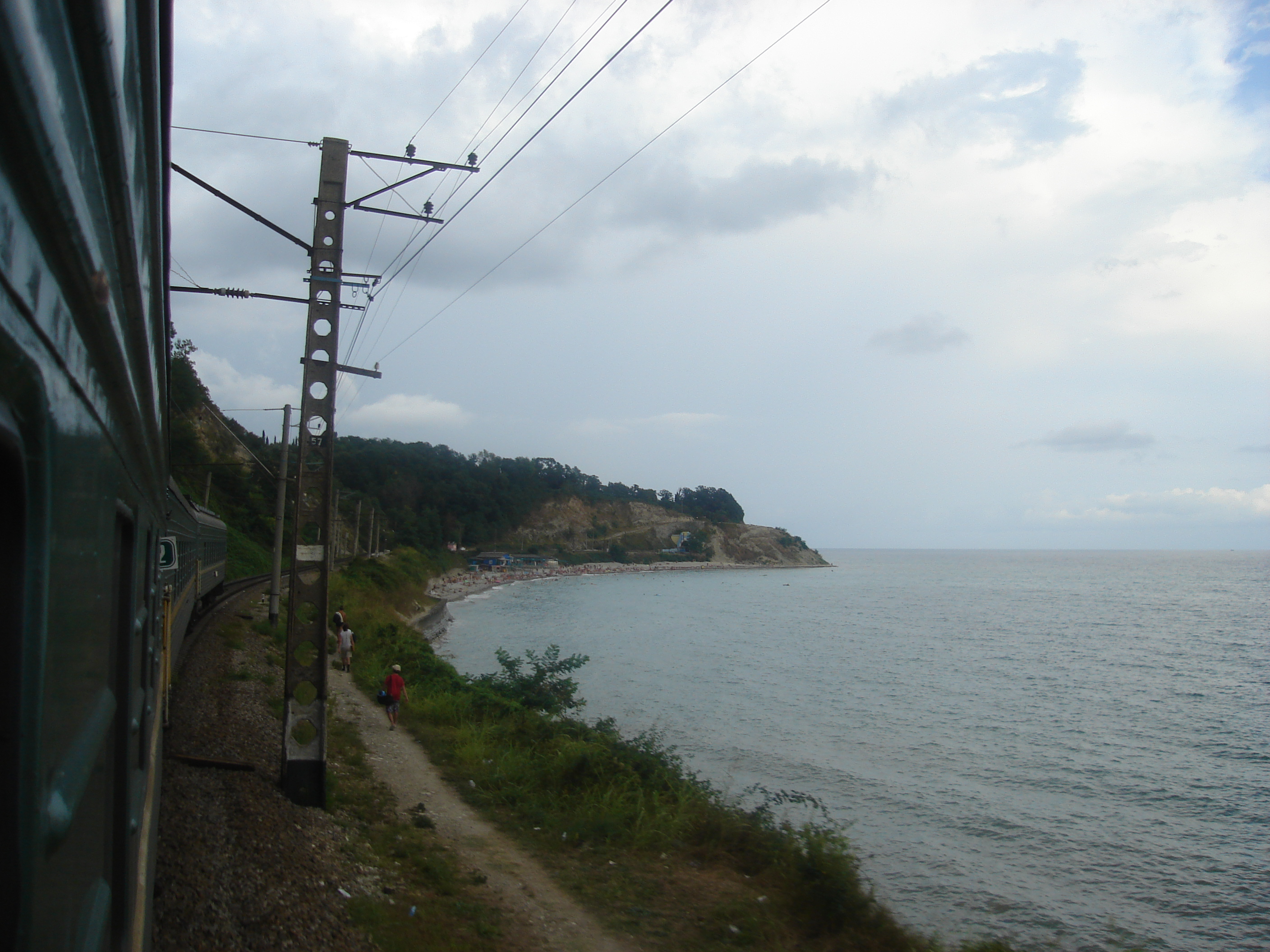
Потяг Казань — Адлер вздовж Чорноморського узбережжя

Півні́чно-Кавка́зька залізни́ця (рос. Северо-Кавказская железная дорога, Северо-Кавказская ордена Ленина железная дорога) — російська залізнична мережа, яка обмежена Азовським морем (на заході) і Каспійським морем. Охоплює десять федеральних суб'єктів: Ростовська область, Краснодарський край, Ставропольський край, Республіка Адигея, Карачаєво-Черкесія, Північна Осетія, Інгушетія, Чечня, Дагестан і Калмикія. Управління знаходиться в Ростові-на-Дону.

## Історія
Часопис будівництва: 
- 1861 Шахти — Аксай.
- 1871 Зверево — Шахти.
- 1873 Ростов — Владикавказ.
- 1875 Аксай — Ростов.
- 1901 Кавказька — Краснодар.
- 1911 Батайськ — Азов.
- 1911 Сосика — Єйськ.
- 1911 Армавір — Майкоп.
- 1912 Бєлорєченськ — Туапсе.
- 1914 Краснодар — Ахтари.
- 1914 Кримськ — Тимашевська — Кущевська.
- 1915 Батайськ — Сальськ.
- 1915 Прохолодна — Гудермес.
- 1916 Палагіада — Винодєльне.
- 1923 Туапсе — Сочі.
- 1927 Сочі — Адлер з відголудженням на Мацесту.
- 1928 Петровське Село — Благодарне.
- 1931 Винодєльне — Дивне.
- 1931 Ростов — Хапри.
- 1931 Комсомольськ — Нефтегорськ.
- 1931 Майкоп — Хаджох.
- 1940 Лабінськ — Шедок.
- 1942 Гудермес — Астрахань .
- 1942 Адлер — Сухумі.
- 1944 Кримськ — Старотитаровська.
- 1969 Дивне — Еліста.
- 1971 Зверево — Краснодонська.
- 1977 Анапа — Юровський.
- 1978 Краснодар — Туапсе.
- 1987 Благодарне — Будьонновськ.
- 1989 Пещанокопська — Красна Гвардія.

## Характеристика залізниці
До складу залізниці станом на 2005 входили Грозненське, Краснодарське, Махачкалинське, Мінераловодське і Ростовське відділення, а також Владикавказька дитяча залізниця і Північно-Кавказька дитяча залізниця (у Ростові-на-Дону). Експлуатаційна довжина залізниці становить 6315,9 км, кількість працівників — 80 757 осіб, кількість станцій — 403 (з них на 281 виконуються вантажні операції). 
Північно-Кавказька залізниця виконує важливі транспортні завдання, забезпечуючи вихід вантажопотоків на Російські чорноморські порти: Туапсе, Новоросійськ, Грушева. Важливу роль для всієї Росії у літній і осінній сезон грають пасажирські перевезення, здійснювані залізницею до таких курортів, як Сочі, Туапсе, Анапа, Кисловодськ.

### Вузлові станції
Основні вузлові станції залізниці: Ростов-Головний, Хапри, Кизитеринка, Батайськ, Лиха, Тихорєцька, Кавказька, Армавір, Мінеральні Води, Прохолодна, Георгіївськ, Гудермес, Махачкала, Тимашевськ, Краснодар, Бєлорєчєнська, Кривенківська, Сальськ.
Назви деяких станцій Північно-Кавказької залізниці відрізняються від назви населених пунктів, у яких перебувають, у тому числі: 
- станція Кавказька —  Кропоткін;
- станція Каменська — місто Кам'янськ-Шахтинський;
- станція Лиховська — селище Лиховськой;
- станція Хаджох — селище Каменномостський;
- станція Сулин — місто Красний Сулин;
- станція Шахтна — місто Шахти.

### Регіони залізниці
До 1 серпня 2010 року регіони залізниці називались відділеннями.
- Ростовський регіон Північно-Кавказької залізниці[ru]
- Грозненський регіон Північно-Кавказької залізниці
- Краснодарський регіон Північно-Кавказької залізниці[ru]
- Махачкалинський регіон Північно-Кавказької залізниці
- Мінераловодський регіон Північно-Кавказької залізниці[ru]

## Фотогалерея

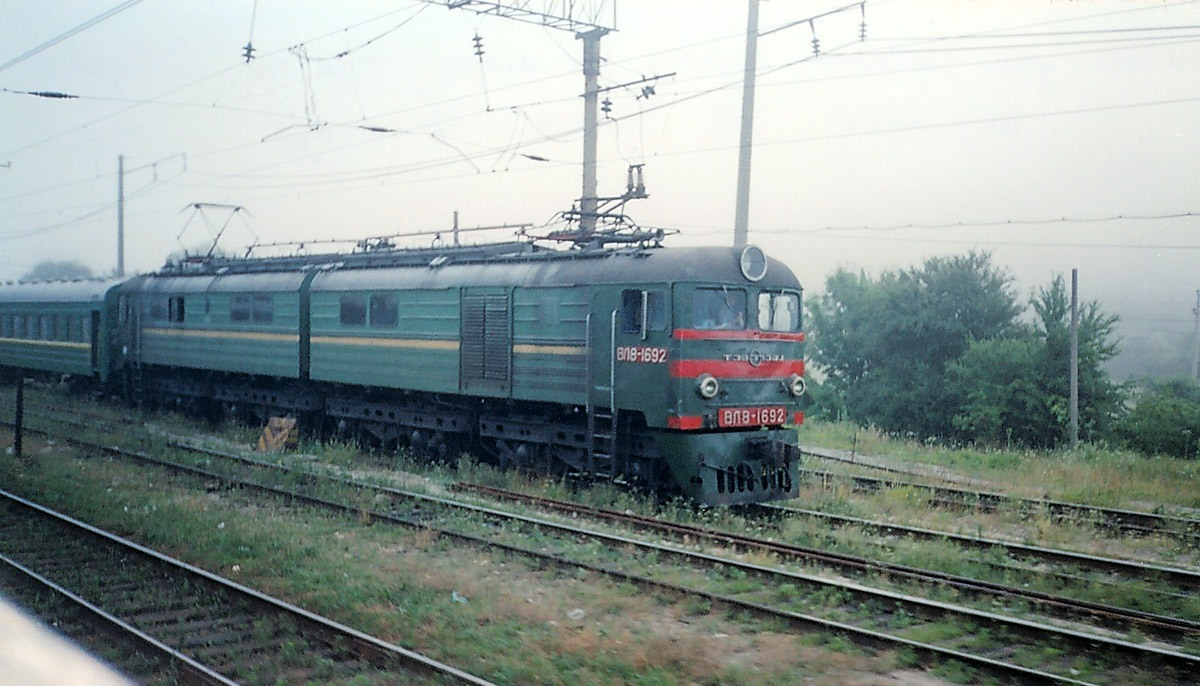
Электровоз ВЛ8-1692 с поездом около Туапсе
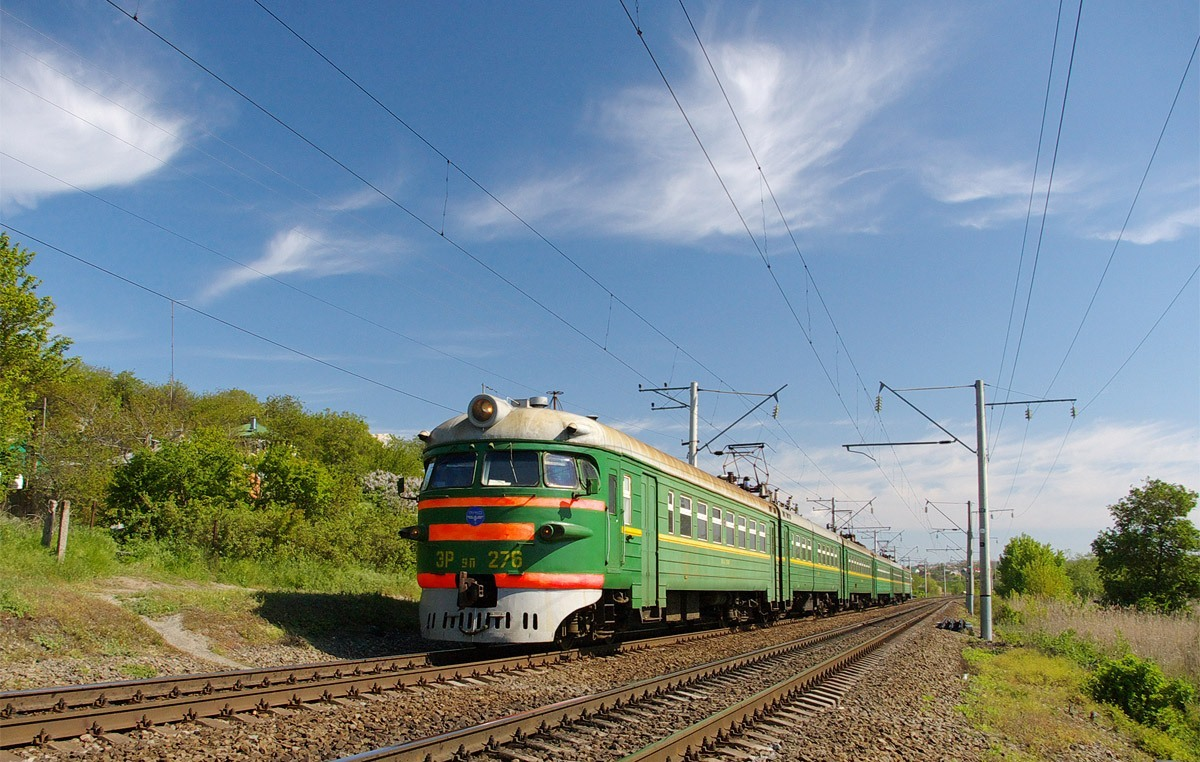
Электропоезд ЭР9П-276, участок Берданосовка — Большой Лог
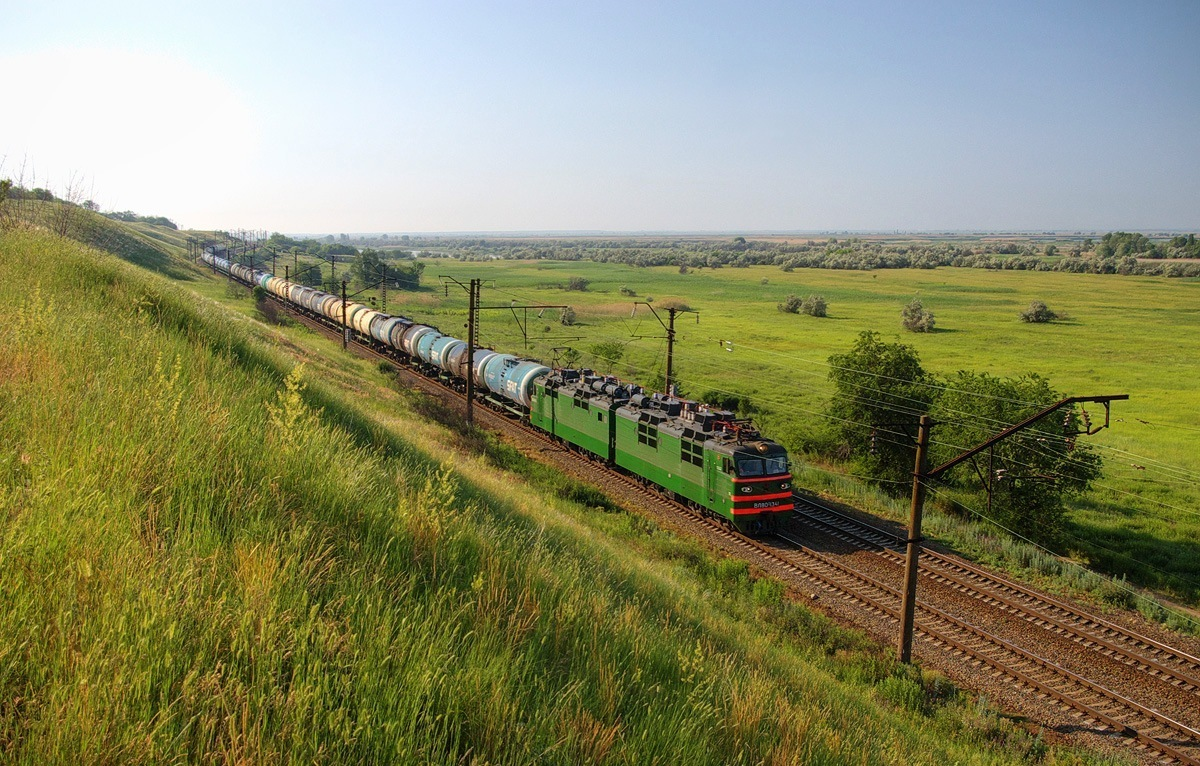
Электровоз ВЛ80Т-1341 с поездом
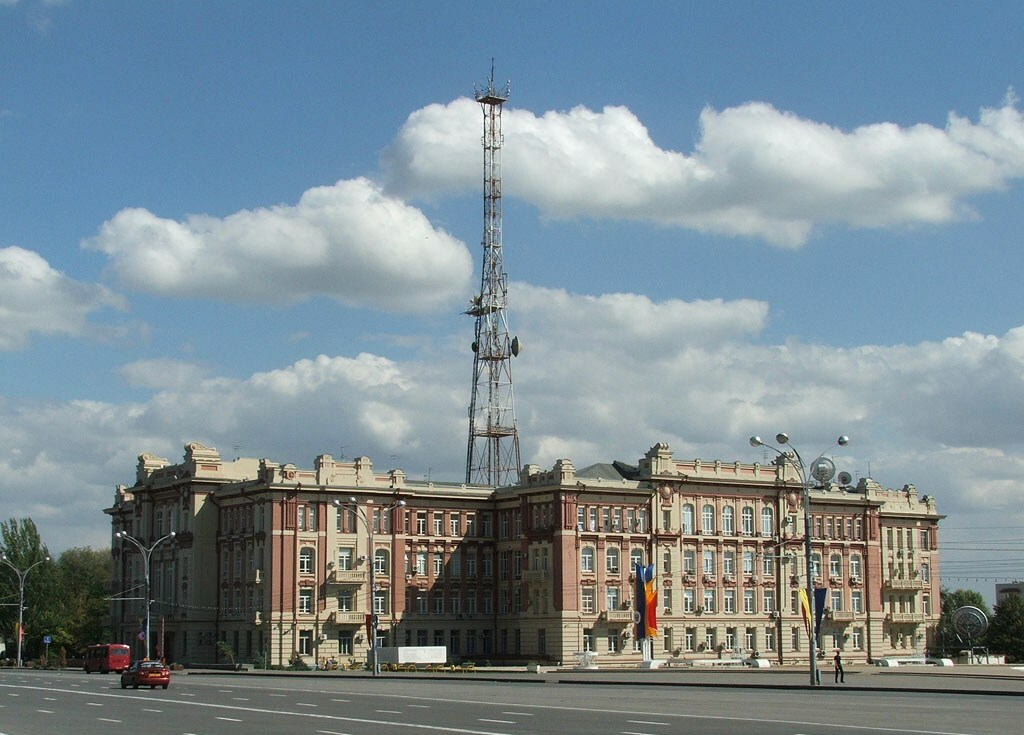
Здание управления Северо-Кавказской железной дороги
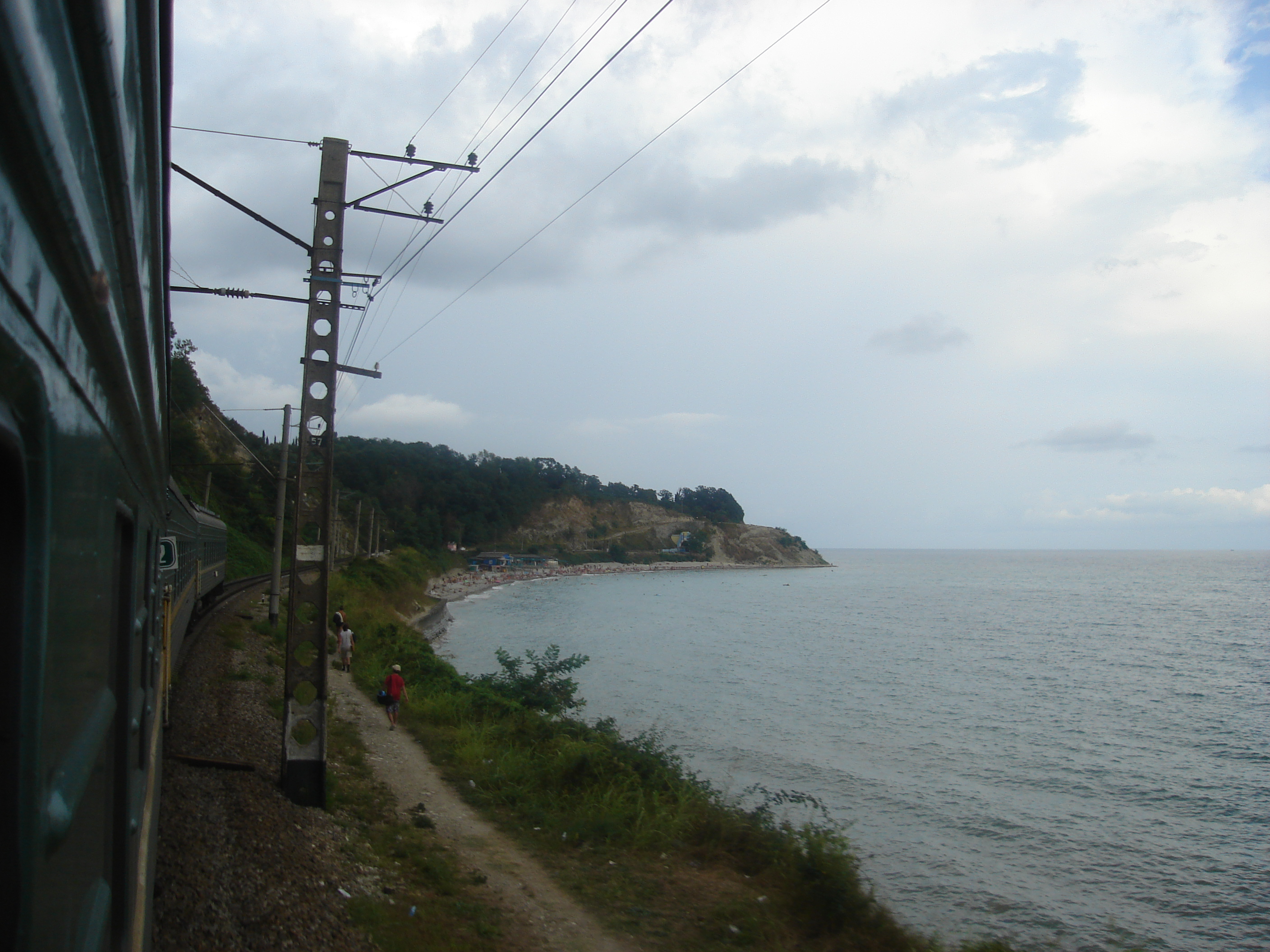
Поезд вдоль черноморского побережья
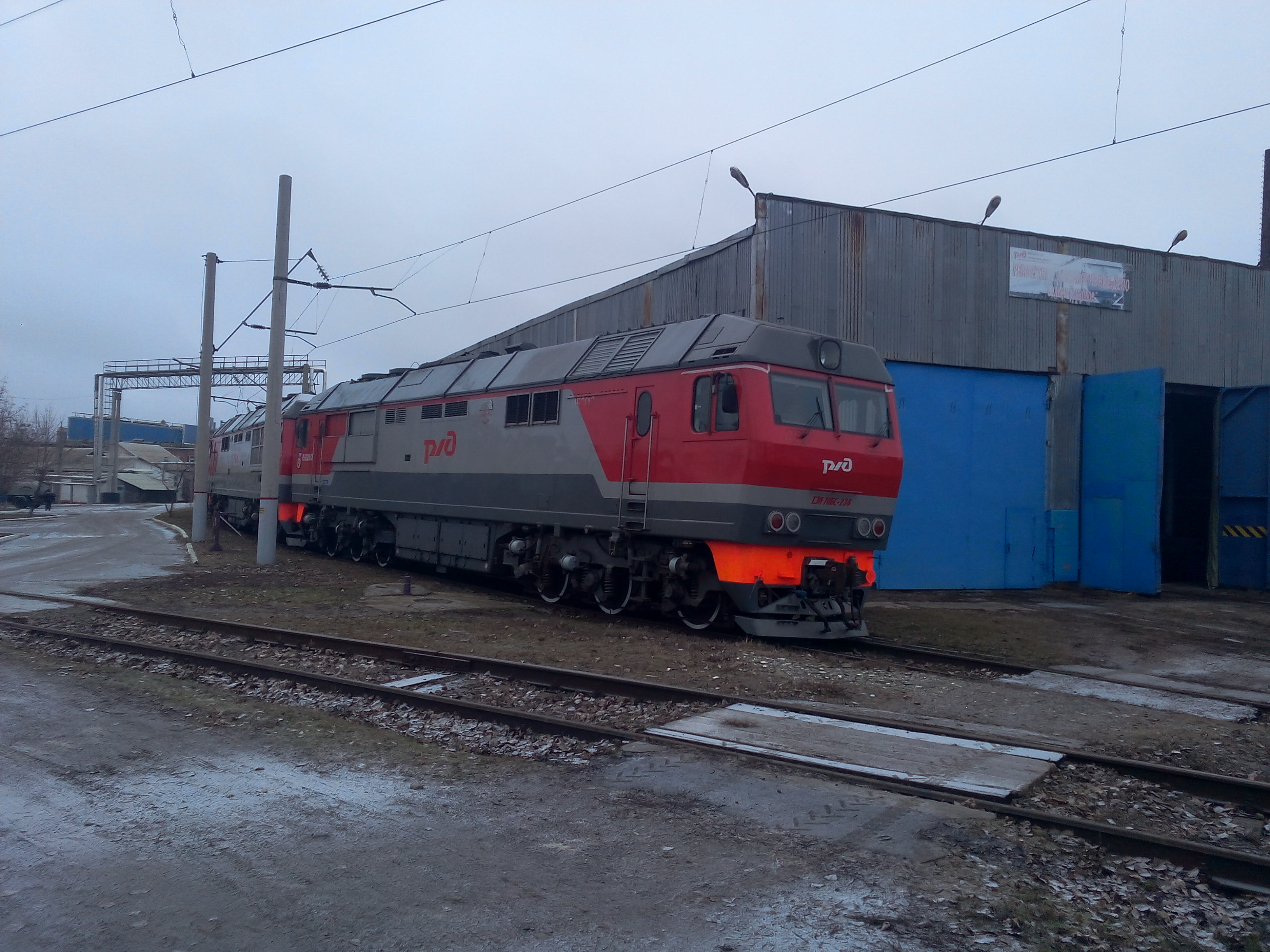
Тепловоз ТЭП70БС-238 в локомотивном депо Сальск